# Ordre suprême de la Très Sainte Annonciade
L’ordre suprême de la Très Sainte Annonciade (dit communément ordre de l'Annonciade) est un ordre de chevalerie de Savoie, puis d’Italie, créé au cours de la seconde moitié du XIVe siècle. Depuis la déchéance de la maison de Savoie, en 1946, il en est le principal ordre dynastique.

## Histoire

### Ordre du Collier  (1364-1518)
L’ordre de l'Annonciade fut créé probablement dans le courant du mois de janvier 1364 par le comte Vert Amédée VI de Savoie, sous le nom d’ordre du Collier,. L'année 1362 est parfois donnée, par erreur, à la suite de l'ouvrage de François Capré, Catalogue des chevaliers de l'Ordre du Collier de Savoie, dit de l'Annonciade, avec leurs noms, surnoms, qualités, armes et blasons, depuis son institution par Amé VI... en l'an 1362 (1654).
Il succédait ainsi à l’éphémère ordre du Cygne noir, institué par le même Amédée VI, en 1350, à l’occasion du mariage de sa sœur Blanche avec Galéas II Visconti. En 1374, Amédée VI fixe le chef-lieu de l’ordre à Pierre-Châtel.
Les statuts de l’ordre du Collier furent codifiés par Amédée VIII, en 1409, puis profondément restructurés par le duc Charles III de Savoie, en 1518.
Amédée VII ajouta la devise FERT (« Fortitudo Eius Rhodium Tenuit, sa bravoure a défendu Rhodes ») faisant référence à la défense de Rhodes contre les Turcs, opérée en 1315 par le Amédée V de Savoie, pour indiquer que le chevalier portait le signe de la foi. Les statuts s'étant perdus avec sa mort, Amédée VIII les recomposa en 1409 ; enfin, en 1518, Charles III ajouta au collier l'image de l'Annonciation, d'où le nom de l'ordre.

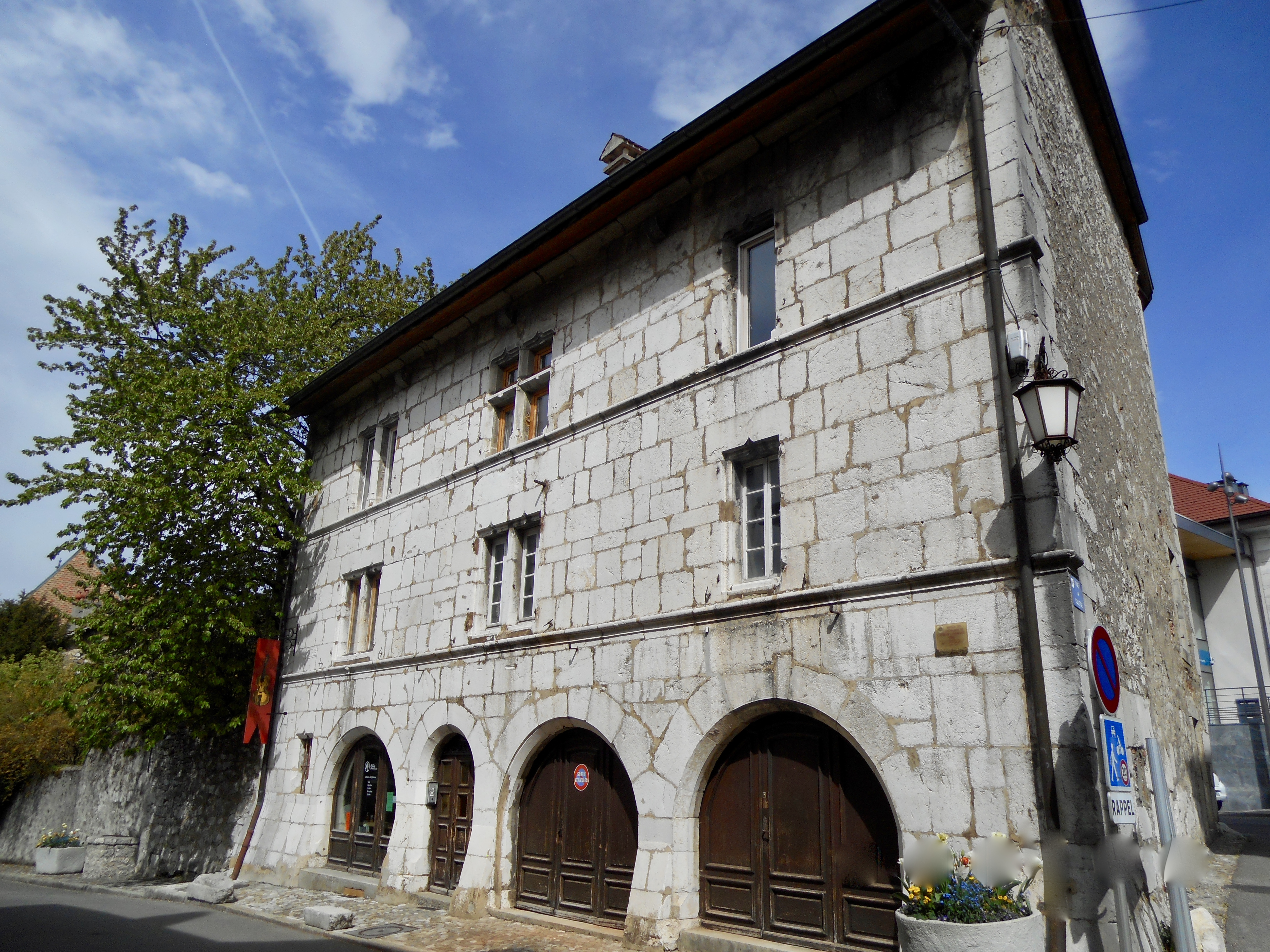
Maison des chevaliers de l'Annonciade, La Roche-sur-Foron.

L’ordre de l’Annonciade réunit les meilleures conditions pour mériter une place de choix parmi les plus illustres ordres chevaleresques d’Europe, tels que l’ordre de la Toison d'or (Bourgogne – 1430), l’ordre de la Jarretière (Angleterre - 1348) ou l’ordre du Saint-Esprit (France – 1578). Il a pour lui l’ancienneté de sa fondation et le rôle historique joué par le célèbre fondateur et ses successeurs ; le nombre très restreint des chevaliers de cet Ordre ; à cela s'ajoutait, autrefois, la double sanction accordée à la valeur des chevaliers et à leur mérite par le choix du souverain et la ratification de leurs frères d’armes. En 1601, le traité de Lyon amène le transfert du siège de l'Ordre de l’Annonciade[Où ?].

### Ordre suprême de la Très Sainte Annonciade (1518-à nos jours)
Le duc Charles III de Savoie fait évoluer l'ordre en 1518, qui prend désomrais le nom d’ordre suprême de la Très Sainte Annonciade. Il est consacré à la Vierge, à travers la prière du rosaire et ses trois mystères (mystères joyeux, mystères douloureux, mystères glorieux, chacun comprenant cinq prières) : il était donc composé de quinze chevaliers (chiffre correspondant aux mystères du rosaire), parmi lesquels le comte de Savoie, lui-même grand maître de l'ordre, puis vingt chevaliers (l'ajout évoquant les cinq plaies du Christ) appelés « cousins du duc » qui devaient tous être obligatoirement « de haute et bonne noblesse », princes de sang ou chefs d'État. 
Au début du XVIIe siècle, avant les destructions de la Révolution, il subsistait un exemplaire du collier de l'ordre dans l'abbaye d'Hautecombe, comme le rapporte Samuel Guichenon, principal historiographe de la maison de Savoie au Grand Siècle : « Il était d'or, large de trois doigts, avec ces lettres : FERT, et un lacs d'amour an bout de chaque FERT. » L'insigne était un médaillon de l'Annonciation sur une chaîne d'or formée de quinze entrelacs (dits d'Amour) noués et émaillés de blanc et de rouge entrelacés de l'ancienne devise FERT — qu'il supporte (son sort) et de quinze roses blanches et rouges. À la mort du titulaire la famille rendait le collier au souverain.
À partir du XIXe siècle, l'esprit chevaleresque et religieux ayant disparu, l’ordre de l’Annonciade est conçu pour renforcer l’amitié entre les souverains régnants. Cette distinction est également réservée aux membres des familles royales et aux chefs d’État. Le nombre de décorés est toujours restreint à vingt personnalités, réparties, selon deux critères : le grand collier pour les nationaux italiens ; le petit collier pour les étrangers. Il n’existe toujours qu'une classe unique de chevalier.

## Personnalités

Ruban de l'Ordre.

Les chevaliers actuels de l'ordre de la Très Sainte Annonciade sont :
- Emmanuel-Philibert de Savoie (né en 1972), duc de Savoie, prince de Venise, chevalier le 22 juin 1986, grand-maître de l'ordre depuis la mort de son père le 3 février 2024,
- Siméon II (né en 1937), roi de Bulgarie de 1943 à 1946, chevalier le 16 juin 1955,
- Juan Carlos Ier (né en 1938), roi d'Espagne de 1975 à 2014, chevalier le 5 février 1978,
- Duarte de Bragança (né en 1945), duc de Bragance, chevalier le 5 février 1978,
- Aimone de Savoie (né en 1967), duc d'Aoste, chevalier le 13 octobre 1982,
- L'ambassadeur Renato, baron Boca-Scoppa, chevalier le 1er janvier 1983,
- Georges Mikhaïlovitch Romanov (né en 1981), grand-duc de Russie, chevalier le 31 mars 1993,
- Albert II (né en 1934), roi des Belges de 1993 à 2013, chevalier le 22 octobre 1997,
- Le prince Serge de Yougoslavie (né en 1963), chevalier le 23 décembre 2002,
- Agostino Guarenti (né en 1951), comte de Brenzone, chevalier le 25 mai 2006,
- Mariano Hugo (né en 1955), prince de Windisch-Graetz, chevalier le 25 mai 2006,
- Nikola Petrović-Njegoš (né en 1944), prince héritier de Monténégro, chevalier le 18 mai 2008,
- Johannes T. Niederhauser, chevalier le 24 décembre 2012,
- Antonio Benedetto Spada, chevalier le 14 novembre 2013,
- Charles de Bourbon des Deux-Siciles (né en 1963), duc de Castro, chevalier le 21 septembre 2019,
- Felipe VI (né en 1968), roi d'Espagne, chevalier le 27 février 2023,
- Le prince Dimitri de Yougoslavie (né en 1958), chevalier le 18 mars 2023,
- Reza Pahlavi (né en 1960), prince héritier d'Iran, chevalier le 26 avril 2023,
- Albert II (né en 1958), prince souverain de Monaco, chevalier le 27 avril 2023,
- Philippe (né en 1960), roi des Belges, chevalier le 27 avril 2023,
- John Timothy Dunlap (né en 1957), prince et grand-maître de l'ordre souverain de Malte, chevalier le 24 mai 2023,
- Pietro Parolin (né en 1955), cardinal-secrétaire d'État, chevalier le 25 juin 2023,
- Vittoria de Savoie (née en 2003), princesse de Carignan, chevalier le 7 octobre 2023.

## L'insigne
|           |
| Ruban     |
| Cavaliere |